# Capparis ovata
Espèce
Capparis ovata (câprier ovale) est une espèce de plantes dicotylédones de la famille des Capparaceae. 
Cet arbrisseau épineux, indigène dans certaines régions du bassin méditerranéen, fournit des boutons floraux qui peuvent être préparés sous forme de câpres. On l'utilise aussi pour lutter contre l'érosion des sols.

## Description

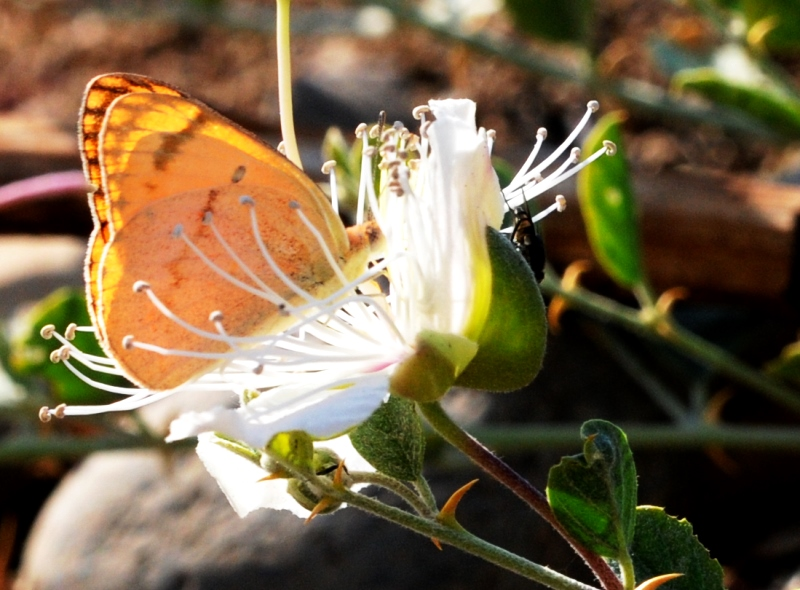
Fleur butinée par un papillon (Colotis fausta).

Capparis ovata est un arbrisseau buissonnant et épineux, à port prostré, qui peut atteindre 1 m de haut. C'est une espèce adaptée aux sols pauvres, où l'eau et les nutriments sont les principaux facteurs limitants. Son système racinaire, très profond, peut atteindre 40 m de profondeur.

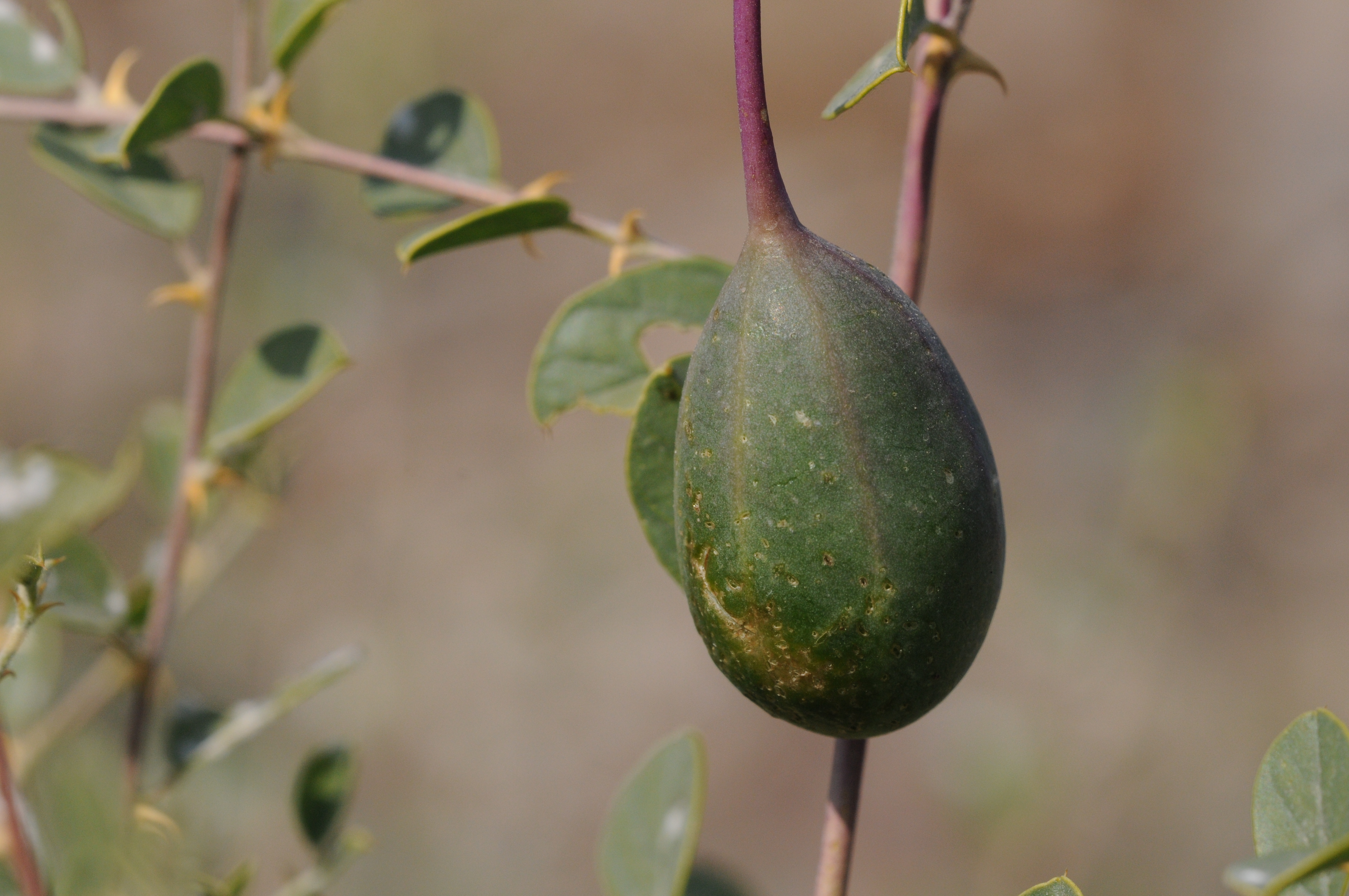
Fruit vert de Capparis ovata var palaestina.

Les tiges courtes portent des branches grêles et longues, qui peuvent couvrir une surface allant jusqu'à 15 m2.
Les feuilles alternes, à limbe de forme ovale aigüe permettent de distinguer Capparis ovata de Caparis spinosa, aux feuilles plus arrondies. Elles sont munies à la base du pétiole de stipules épineuses et crochues.
Les fleurs axillaires, grandes, solitaires, ont un calice à quatre sépales coriaces et une corolle à quatre pétales d'un blanc rosé, obovales, dont les deux supérieurs sont soudés à la base. Les étamines très nombreuses, dépassant de la corolle, ont des anthères violettes. 

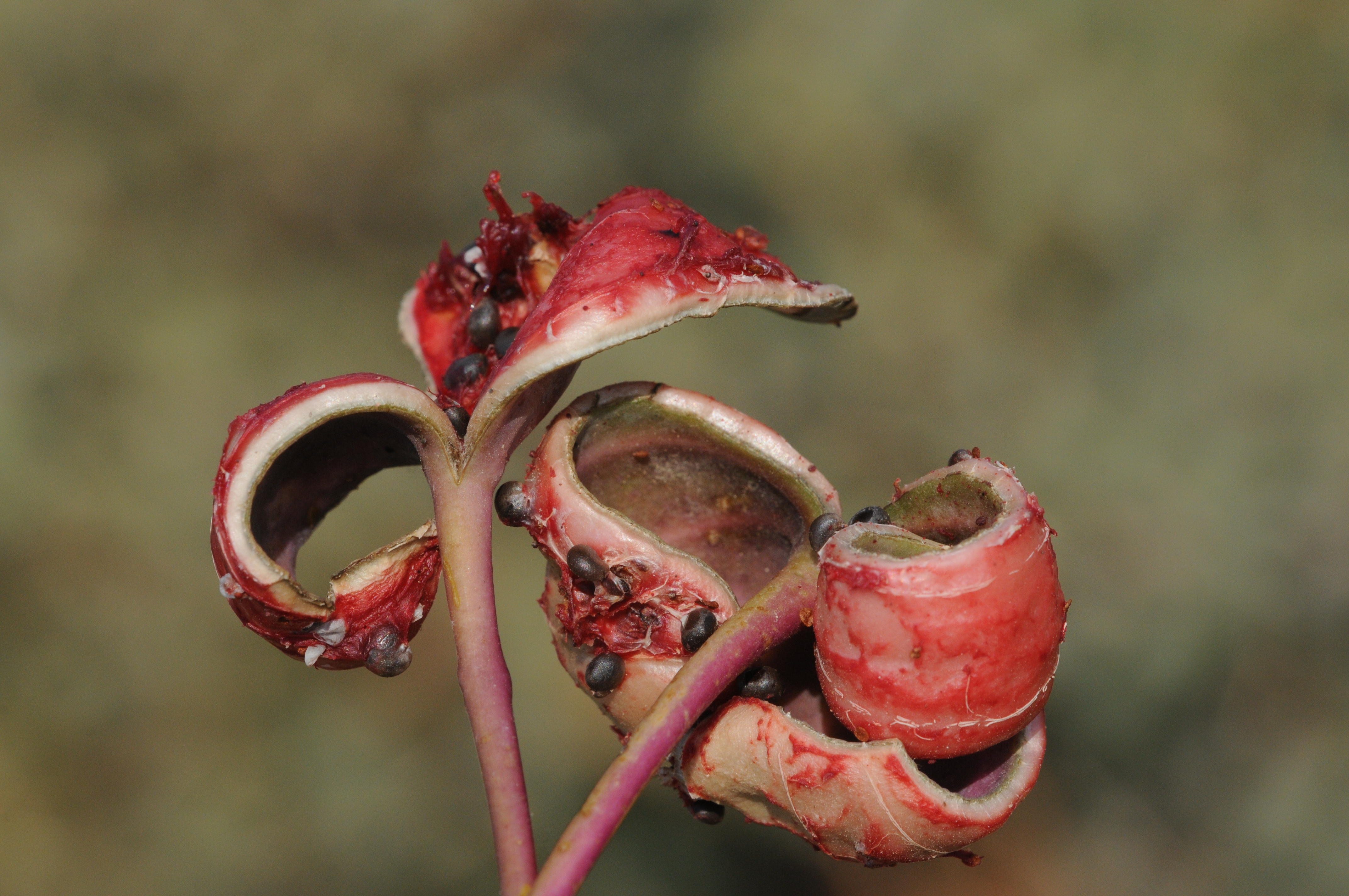
Fruit déhiscent de Capparis ovata var palaestina libérant ses graines.

Les fruits sont des capsules charnues, bacciformes, ovoïdes, déhiscentes à maturité.

## Distribution et habitat
Capparis ovata est une espèce poussant dans les zones arides du bassin méditerranéen, notamment Afrique du Nord (Algérie, et Maroc). sa présence parfois signalée en Espagne et en Sicile est sujette à caution à cause de confusions avec Capparis sicula. On trouve la variété Capparis ovata var herbacea (Willd.) Zohary plus à l'est en Turquie, dans la région du Caucase (Arménie, Azerbaïdjan, Géorgie) et en Asie centrale (Turkménistan).
C'est une plante xérophyte, tolérante à la sécheresse, qui pousse dans des zones où la pluviométrie annuelle est d'environ 350 mm.
En Turquie, l'habitat originel de Capparis ovata s'étend de 250 à 1600 m d'altitude (alors que Capparis spinosa ne se trouve qu'entre 200 et 300 m d'altitude).

## Utilisation
Les racines, les fruits, les fleurs et les boutons floraux non éclos peuvent être récoltés pour diverses utilisations.
Les boutons floraux peuvent être préparés en câpres à l'instar de ceux du câprier commun. Les fruits ont aussi un usage alimentaire, notamment en Turquie.
Les racines, les feuilles et les fruits, à propriétés anti-inflammatoires, sont employés en médecine populaire, notamment en Orient. Les fruits contre les refroidissements et les maux d'estomacs, les feuilles contre les lumbagos et en usage vétérinaire contre la gale des chameaux, les racines contre la blennorrhagie. 
La plante est également plantée dans plusieurs pays, associée à d'autres plantes, pour lutter contre l'érosion dans des zones rocheuses et accidentées.

## Taxinomie

### Synonymes
Selon CJB :
- Capparis spinosa var. ovata (Desf.) Batt. (1888)
- Capparis ovata Desf. subsp. ovata
- Capparis spinosa f. coriacea Coss. (1864)
- Capparis spinosa var. coriacea Coss. ex Maire (1933)
- Capparis spinosa var. parviflora auct. non Boiss.
- Capparis spinosa var. pubescens Zohary (1960)
- Capparis sicula var. kruegeriana Pamp. (1926)
- Capparis spinosa var. kruegeriana (Pamp.) Jafri (1977)
- Capparis spinosa var. aegyptia auct. Alg. Tun. non Lam.

### Liste des sous-espèces et variétés
Selon Catalogue of Life (7 décembre 2014) :
- Capparis ovata subsp. myrtifolia Inocencio, D. Rivera, Obón & Alcaraz
- Capparis ovata subsp. ovata

Selon Tropicos (7 décembre 2014) (Attention liste brute contenant possiblement des synonymes) :
- Capparis ovata subsp. myrtifolia Inocencio, D. Rivera, Obón & Alcaraz
- Capparis ovata subsp. sicula (Vieill.) Pugnaire
- Capparis ovata var. canescens (Coss.) Heywood
- Capparis ovata var. herbacea Zohary
- Capparis ovata var. palaestina Zohary
- Capparis ovata var. sicula (Vieill.) Zohary